# جو ستانلي
جو ستانلي (بالإنجليزية: Joe Stanley)‏ هو لاعب كرة قاعدة أمريكي، ولد في 2 أبريل 1881 في واشنطن العاصمة في الولايات المتحدة، وتوفي في 13 سبتمبر 1967 في ديترويت في الولايات المتحدة.

## وصلات خارجية
- جو ستانلي على موقعبيزبول رفرنس.كوم (الدوري الرئيسي) (الإنجليزية)
- جو ستانلي على موقعبيزبول رفرنس.كوم (الدوري الثانوي) (الإنجليزية)